# Waialua
Waialua és una concentració de població designada pel cens dels Estats Units a l'estat de Hawaii. Segons el cens del 2000 tenia 3.761 habitants.

## Demografia
Segons el cens del 2000, Waialua tenia 3.761 habitants, 1.128 habitatges, i 882 famílies La densitat de població era de 1161,24 habitants per km².
Dels 1.128 habitatges en un 29,3% hi vivien nens de menys de 18 anys, en un 55,4% hi vivien parelles casades, en un 14,5% dones solteres, i en un 21,8% no eren unitats familiars. En el 17,5% dels habitatges hi vivien persones soles el 8,3% de les quals corresponia a persones de 65 anys o més que vivien soles. El nombre mitjà de persones vivint en cada habitatge era de 3,31 i el nombre mitjà de persones que vivien en cada família era de 3,71.
Per edats la població es repartia de la següent manera: un 23,9% tenia menys de 18 anys, un 7,7% entre 18 i 24, un 26,5% entre 25 i 44, un 23,0% de 45 a 64 i un 18,9% 65 anys o més.
L'edat mediana era de 39,2 anys. Per cada 100 dones hi havia 104,29 homes. Per cada 100 dones de 18 o més anys hi havia 101,34 homes.
La renda mediana per habitatge era de 46.763 $ i la renda mediana per família de 51.801 $. Els homes tenien una renda mediana de 29.607 $ mentre que les dones 23.716 $. La renda per capita de la població era de 17.220 $. Aproximadament el 8,9% de les famílies i l'11,7% de la població estaven per davall del llindar de pobresa.

## Poblacions més properes
El següent diagrama mostra les poblacions més properes.